# Фантастическая любовь и где её найти
«Фантастическая любовь и где её найти» (англ. This Beautiful Fantastic) — британская мелодрама режиссёра Саймона Эбауда. В главных ролях Джессика Браун-Финдли, Эндрю Скотт и Том Уилкинсон. Мировая премьера состоялась 20 октября 2016 года. В России 13 апреля 2017 года.

## Сюжет
Фильм расскажет о девушке, живущей собственными фантазиями, чьи поступки способны изменить жизнь различных людей, наполнив её яркими красками и счастьем.

## В ролях
- Джессика Браун-Финдли — Белла Браун
- Эндрю Скотт — Вернон
- Том Уилкинсон — Элфи Стивенсон
- Джереми Ирвин — Билли
- Анна Чанселлор — Брэмби
- Шила Хэнкок
- Шарлотта Эспри — издатель
- Эйлин Дейвис — Милли
- Пол Блэкуэлл
- Лола Султан — школьница
- Миа Фаркасовска — Белла Браун в молодости
- Клер Эштон — монахиня